# Беніто-Хуарес (округ)
Округ Беніто-Хуарес (ісп. Benito Juárez) — адміністративно-територіальна одиниця 2-ого рівня у провінції Буенос-Айрес в центральній Аргентині. Адміністративний центр округу — Беніто-Хуарес.
Населення округу становить 20239 осіб (2010). Площа — 5285 кв. км.

## Історія
Округ заснований у 1867 році.

## Населення
У 2010 році населення становило 20239 осіб. З них чоловіків — 10239, жінок — 10000.

## Політика
Округ належить до 6-ого виборчого сектору провінції Буенос-Айрес.